# Пекорино
Пекори́но (итал. pecorino) — обширное семейство итальянских сыров, вырабатываемых из овечьего молока. Как правило, обладает зернистой структурой, становящейся более заметной в зависимости от срока созревания. Название сыра происходит от итал. pecora — овца, а происхождение его восходит к древнеримским временам. В пекорино содержится немало незаменимых аминокислот, витаминов групп A, B, PP, C, Е, кальция и фосфора.

## Разновидности
Пекорино выпускается в различных районах страны, чем обусловлено наличие региональных разновидностей сыра, среди которых выделяют четыре основные:
- пекорино романо;
- пекорино сардо;
- пекорино тоскано[итал.];
- пекорино Марке[итал.]
- пекорино сичилиано
- Красный пекорино .

Все эти разновидности пекорино обладают статусом PDO (англ. Protected Designation of Origin — «защищённое по происхождению») и имеют множество вариаций, в зависимости от срока созревания.
Пекорино романо — варёный прессованный сыр, производится на Сардинии, а также в Лацио и тосканской провинции Гроссето. По стандарту, созревает не менее пяти месяцев, выпускаются цилиндрические головки диаметром 18—22 см, высотой 14—22 см. Римский пекорино очень популярен в США, куда активно экспортируется с XIX века.
Пекорино Сардо — варёный прессованный сыр, также выпускаемый на Сардинии. Мягкий pecorino sardo dolce должен вызревать от 20 до 60 дней, а зрелый сыр pecorino sardo maturo — не менее 60 дней. Головки цилиндрические диаметром 15—18 см, высотой 6—10 см, весом 1—2,3 кг (мягкий сыр); диаметром 15—20 см, высотой 10—13 см, весом 1,7—4 кг (зрелый сыр). На Сардинии пекорино используется для приготовления экзотического сыра касу марцу — полуразложившейся сырной массы с живущими в ней личинками сырной мухи.

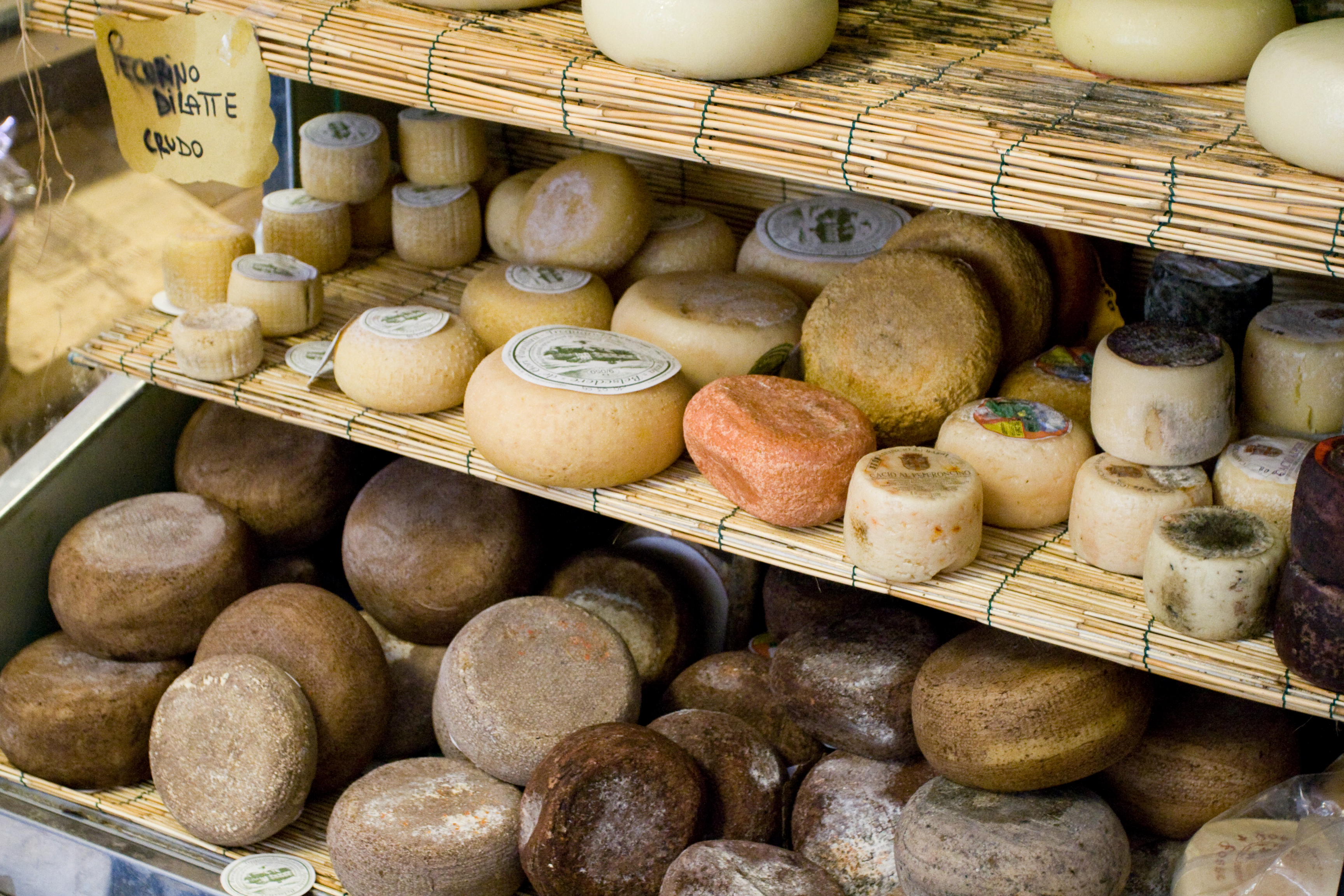
Различные сорта пекорино на витрине

Пекорино тоскано — мягкий либо прессованный неварёный сыр, происходящий из тосканского города Сиены. Выпускается на всей территории Тосканы, а также в близлежащих областях Лацио и Умбрия. Наиболее выдержанные сыры пекорино тоскано называют стаджионато (stagionato). Такой сыр, вызревающий 4—6 месяцев в небольших формах, смазанных оливковым маслом и посыпанных пеплом, обладает масляными и ореховыми нотками во вкусе. Менее выдержанный пекорино semi-stagionato и fresco (последний созревает до 20 дней) имеет более мягкую структуру и выраженный «молочный» привкус. Выпускается в цилиндрических головках диаметром 15—22 см, высотой 7—11 см и весом 1—3,5 кг.
Пекорино сичилиано — варёный прессованный сыр, производимый на Сицилии. Созревает не менее четырёх месяцев, продаётся в виде цилиндрических головок высотой 10—18 см и весом 4—12 кг.
Красный пекорино — красный сицилийский сыр, его в Сицилии ещё называют пикурину руссу — это сыр из овечьего молока, пасты филаты, произведенных в Сицилии.
В Южной Италии в пекорино при приготовлении традиционно добавляют зёрна чёрного перца или ломтики красного (pecorino pepato). Различные производители выпускают пекорино с такими натуральными добавками, как грецкий орех, руккола, трюфели, с поверхностью, натёртой томатным пюре и пр.

## Использование
При подаче на стол пекорино обычно сопровождается грушей, виноградом, грецким орехом, мёдом, домашним хлебом. Натёртый пекорино нередко используется как приправа для пасты вместо более дорогого пармезана. В силу большого числа разновидностей сыра к нему рекомендуют множество различных вин, но Кьянти классико является наиболее предпочтительным выбором.
Головку хорошо выдержанного пекорино используют как спортивный снаряд в популярной итальянской игре Руццола. В ходе игры сыр, привязанный лентой к руке, нужно забросить как можно дальше; победивший игрок или команда в награду получает сам сыр.
Также пекорино используется для изготовления другого вида сыра, касу марцу, который известен содержанием живых личинок сырной мухи.